# Euxoa emolliens
Euxoa emolliens är en fjärilsart som beskrevs av George Francis Hampson 1905. Euxoa emolliens ingår i släktet Euxoa och familjen nattflyn. Inga underarter finns listade i Catalogue of Life.

## Bildgalleri

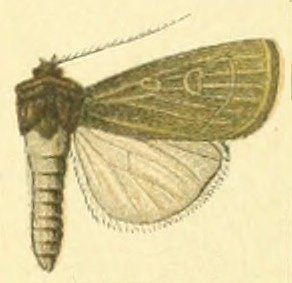
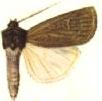